# Mabitac
Mabitac ist eine philippinische Stadtgemeinde in der Provinz Laguna, in der Verwaltungsregion IV, Calabarzon. Sie hat 20.530 Einwohner (Zensus 1. August 2015), die in 15 Barangays lebten. Sie wird als Gemeinde der fünften Einkommensklasse auf den Philippinen und als teilweise urbanisiert eingestuft. 
Mabitacs Nachbargemeinden sind Santa Maria im Norden, Famy im Südosten, Pakil und Pangil im Südwesten. Die Topographie der Stadt ist gekennzeichnet durch Flachländer, sanfthügelige und gebirgige Landschaften, der Ausläufer der Sierra Madre im Osten. Im Süden grenzt die Gemeinde an den größten Binnensee der Philippinen, den Laguna de Bay.

## Baranggays
| - Amuyong - Lambac (Pob.) - Lucong - Matalatala - Nanguma - Numero - Paagahan | - Bayanihan (Pob.) - Libis ng Nayon (Pob.) - Maligaya (Pob.) - Masikap (Pob.) - Pag-Asa (Pob.) - Sinagtala (Pob.) - San Antonio - San Miguel |

## Weblink
- Informationen der Philippine Statistics Authority über Mabitac